# HAWK (groupe)
Pour les articles homonymes, voir Hawk.
HAWK, anciennement This or the Apocalypse, est un groupe américain de metalcore, originaire de Lancaster, en Pennsylvanie.

## Histoire
En 2008, le groupe signe sur le label Lifeforce Records, et sort l'album Monuments plus tard dans l'année. Le groupe effectue plusieurs tournées en 2008 et 2009 avec des groupes tels que Kingston Falls, For Today, August Burns Red, A Skylit Drive, Sky Eats Airplane, et Greeley Estates à travers l'Amérique du Nord pour promouvoir l'album Monuments.
Le groupe est présenté dans l'épisode 4 de la saison 1 de l'émission Silent Library de MTV, diffusé en janvier 2010, avec les membres Rick, Rodney, Jack, Sean et Grant. Le 22 juin 2010, This or the Apocalypse annonce son deuxième album studio, Haunt Whats's Left, sorti sur Good Fight/Roadrunner Records. L'album est enregistré par Josh Wilbur et produit par Chris Adler de Lamb of God aux Spin Studios à New York. Après la sortie de l'album, le bassiste Sean et le batteur Grant quittent tous deux le groupe pour d'autres projets. Sean part se concentrer sur son groupe Bells avec l'ancien chanteur Jon Hershey Grant, d'August Burns Red, se lance dans une carrière de producteur de musique et de mastering, et rejoint le groupe Century, dans lequel Ricky, le chanteur de This or the Apocalypse, est également à la basse. This or the Apocalypse tourne tout au long de l'année 2010 en première partie de Haunt What's Left avec des groupes comme Impending Doom et MyChildren MyBride, et en tête d'affiche d'une tournée avec Affiance, Last Chance to Reason et Deception of a Ghost.
En juin 2012, le groupe signe avec eOne et sort Dead Years le 25 septembre 2012. En 2013, le groupe sort un nouveau single intitulé Damaged Good.
En 2018, le groupe est rebaptisé HAWK et le 22 mars 2019, il sort une nouvelle chanson intitulée Mileage. Depuis, ils éditent également 2 autres vidéos, Counter-Ops et Alibi. Le 4 décembre 2020, HAWK sort son premier LP intitulé Tolerance's Paradox qui comprend les 3 singles précédents et 3 titres inédits.

## Discographie
- 2006 : Drunken Billionaire Burns Down Home (démo)
- 2006 : Sentinels (album, Eigenveröffentlichung)
- 2007 : Monuments (album, Lifeforce Records)
- 2009 : Pentagon 3 (split avec The Acacia Strain, Aggressive Dogs, War from a Harlots Mouth et Fact)
- 2010 : Haunt What's Left (album, Lifeforce Records)
- 2012 : Dead Years (album, Lifeforce Records)